# Horacio Oleaga
Horacio Oleaga (Bilbao, 1843-Bilbao, 1881) fue un escritor español.

## Biografía
Natural de Bilbao, defendió ideas republicanas durante los años que condujeron a la Revolución de 1868. «Fue uno de los jóvenes que con más entusiasmo abrazaron la bandera democrática en los albores de la revolución de Setiembre, y uno de los que con más fe y más constancia propagaron por entonces la idea republicana», decía de él una nota necrológica publicada en la revista Euskal-Erria. Además de escritor, fue director del periódico republicano Laurac-bat.